# Весёлое (Томская область)
Весёлое — село в Чаинском районе Томской области, Россия. Входит в состав Усть-Бакчарского сельского поселения.

## История
Основано в 1919 году. По данным на 1926 года заимка Метляковка состояла из 10 хозяйств, основное население — русские. В административном отношении входила в состав Бакчарского сельсовета Чаинского района Томского округа Сибирского края. В начале 1930 г. на месте заимки был организован посёлок для спецпереселенцев. В 1931 г. в нем было размещено 252 семьи спецпереселенцев. По данным на 1938 г. посёлок относился к Бундюрской поселковой комендатуре, в нём размещалось 60 семей спецпереселенцев, в том числе 63 мужчины, 70 женщин и 119 детей до 16 лет.

## Население
| 1926 | 1931  | 1940 | 1956 | 1995 | 1996 | 1997 |
| ---- | ----- | ---- | ---- | ---- | ---- | ---- |
| 51   | ↗1051 | ↘378 | ↘153 | ↘46  | ↘40  | →40  |
| 1998 | 1999  | 2002 | 2010 | 2012 | 2013 | 2014 |
| ↘35  | ↘22   | ↘10  | ↘3   | →3   | →3   | →3   |
| 2015 | 2021  |      |      |      |      |      |
| →3   | ↘1    |      |      |      |      |      |

Национальный состав
Согласно результатам переписи 2002 года, в национальной структуре населения русские составляли 90 %.